# Can Samsó
Can Samsó és una masia protegida com a bé cultural d'interès local del municipi de l'Hospitalet de Llobregat (Barcelonès).

## Descripció
Es tracta d'una masia de tres crugies i una posterior amb teulada a doble vessant i el carener paral·lel a la façana. La coberta és de bigues de fusta i de teula àrab. A la zona del porxo s'hi ha afegit un pis.